# Фурман Олексій Юрійович
Олексій Юрійович Фурман (нар. 4 травня 1969, місто Вінниця) — український політик. Голова Вінницької обласної організації ВО «Свобода». З 11 березня 2014 — народний депутат України 7-го скликання.

## Освіта
У 1993 році закінчив історичний факультет Вінницького державного педагогічного інституту та здобув кваліфікацію вчителя історії та суспільствознавства.

## Трудова діяльність
1987–1989 — служба в військовому контингенті СРСР в Чехословацькій Соціалістичній Республіці.
У червні 1993 заснував ТзОВ «Козак+», де і працював на посаді директора до 2014 року.
1996–2002 — депутат Вінницької міської ради.
2002–2006 — вдруге депутат Вінницької міської ради.
2006–2010 — депутат Вінницької районної ради.
З 2009 — член ВО «Свобода».
З січня 2010 — голова Вінницької міської організації ВО «Свобода».
Член Комітету Верховної Ради з питань підприємництва, регуляторної та антимонопольної політики.